# كليمنت مانويل
كليمان مانويل هو ممثل فرنسي، ولد في 14 مارس 1982، في مدينة لا سيوتات في بروفانس ألب كوت دازور.
بعد حصوله على البكالوريا، غادر مدينة ليون ، حيث نشأ الى بروكسل. وبعد ثلاث سنوات، في عام 2004، غادر المعهد الملكي للفنون المسرحية في بروكسل وحصل على الجائزة الأولى للترجمة الفورية. شارك في المسرح إذ انتقل بين جميع الأعمال الفنية، وشارك في العديد من الأفلام القصيرة وفي الإعلانات والتلفزيون.